# 南萬春
南萬春（1891年4月15日—1938年7月8日），俄語名帕維爾·尼基福羅維奇·南萬春（Павел Никифорович Нам），是朝鮮共產黨的創始人、苏联派领袖。
從血統上講，南萬春是高丽族，即蘇聯高丽族的代表人物。他精通俄語，讲朝鮮語却非常不流利。

## 政治經歷
1925年，奉蘇聯共產黨命令，進入北朝鮮，創建朝鮮共產黨，成為第一任總書記。